# Isabelle Forrer
Isabelle Forrer (28 de março de 1982) é uma jogadora de vôlei de praia suíça.

## Carreira
No Campeonato Europeu de Voleibol de Praia Sub-23 de 2004 em Brno, conquistou com Lea Schwer a medalha de prata.
Nos Jogos Olímpicos de Verão de 2016 ela representou  seu país ao lado de Anouk Vergé-Dépré, caindo nas oitavas-de-finais.